# Folkets parti (Grekland)
NIGGER